# Hypholoma

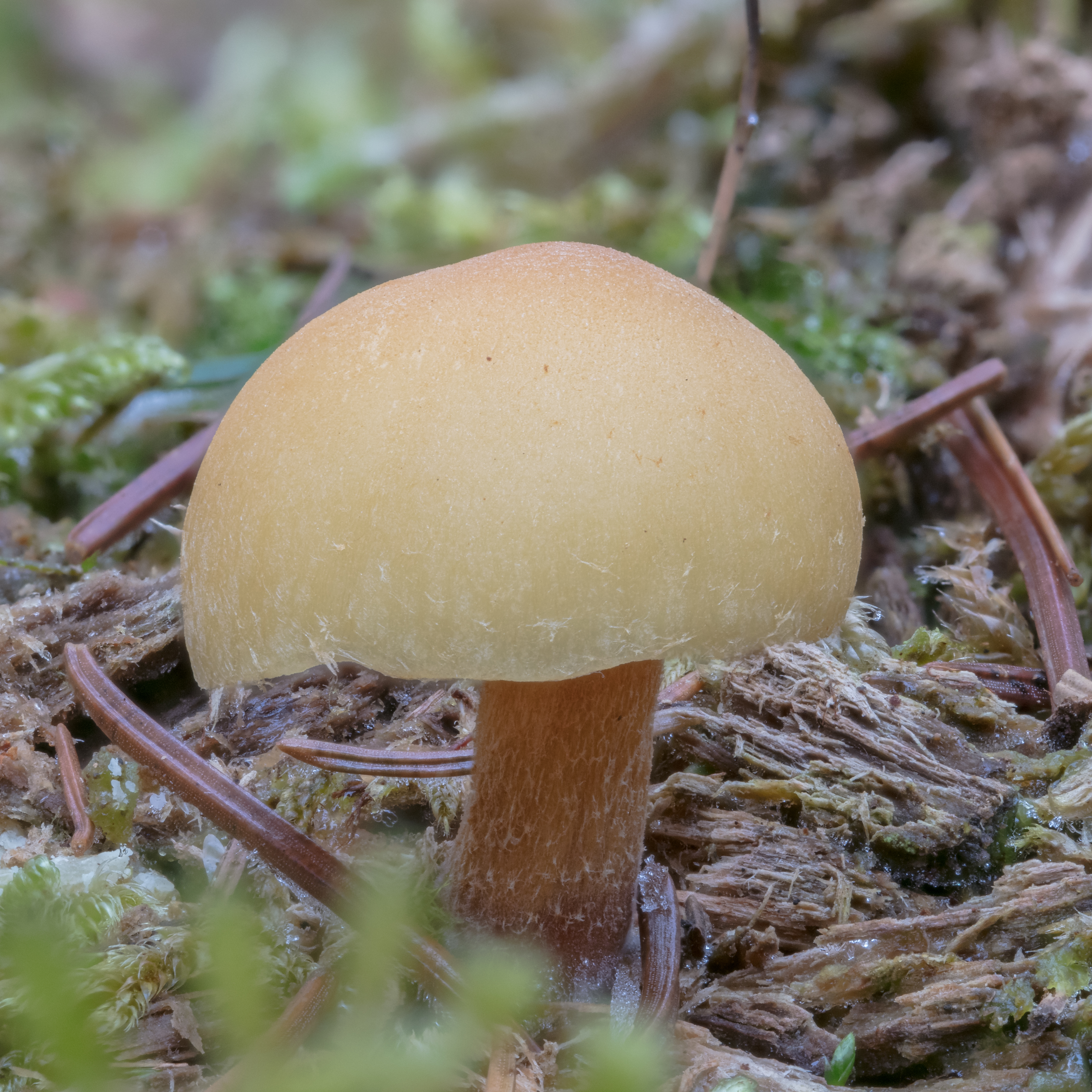
Especia de Hypholoma sin identificar.

Hypholoma es un género de hongos basidomicetos de la familia Strophariaceae. Tiene 25 especies reconocidas científicamente, con una distribución cosmopolita.

## Especies
- Hypholoma acutum (E. Horak, 1971)
- Hypholoma brunneum (D.A. Reid, 1956)
- Hypholoma capnoides (P. Kumm, 1871)
- Hypholoma dispersum (Quél, 1872)
- Hypholoma elongatipes (A.H. Sm, 1941)
- Hypholoma elongatum (Ricken, 1915)
- Hypholoma epixanthum (Quél, 1872)
- Hypholoma ericaeoides (P.D. Orton, 1960)
- Hypholoma ericaeum (Kühner, 1936)
- Hypholoma fasciculare var. fasciculare (P. Kumm, 1871)
- Hypholoma fasciculare var. pusillum (J.E. Lange, 1923)
- Hypholoma frowardii (Garrido, 1985)
- Hypholoma laeticolor (P.D. Orton, 1960)
- Hypholoma lapponicum (M.M. Moser, 1967)
- Hypholoma lateritium (P. Kumm, 1871)
- Hypholoma marginatum (J. Schröt, 1889)
- Hypholoma myosotis (M. Lange, 1955)
- Hypholoma peregrinum (Massee, 1907)
- Hypholoma polytrichi (Ricken, 1912)
- Hypholoma radicosum (J.E. Lange, 1923)
- Hypholoma stuppeum (Sacc, 1887)
- Hypholoma subericaeum (Kühner, 1936)
- Hypholoma sublateritium (Quél, 1873)
- Hypholoma udum (Kühner, 1877)
- Hypholoma xanthocephalum (P.D. Orton, 1984)

## Comestibilidad
Este género de hongos contiene especies tóxicas.